# Benedict Anderson
Pour les articles homonymes, voir Anderson.
Benedict Richard O'Gorman Anderson, né le 26 août 1936 à Kunming (Chine) et mort le 13 décembre 2015 à Batu dans la province indonésienne de Java oriental, est un historien irlandais qui est connu pour ses travaux sur le nationalisme, ainsi que sur l'histoire et la culture de l'Asie du Sud-Est.

## Biographie
Né d'un père anglo-irlandais et d'une mère anglaise, il est le frère de l'historien Perry Anderson. Il fait ses études aux États-Unis (Université Cornell) et en Angleterre (université de Cambridge).
Professeur émérite de l'Université Cornell, à New York, aux États-Unis, il enseigne les relations internationales, se spécialisant sur le nationalisme, l'Asie du Sud-Est et plus particulièrement sur l'Indonésie et la Thaïlande.
Il meurt dans son sommeil le 13 décembre 2015 à Batu en Indonésie

## Travaux sur le nationalisme
Anderson est surtout connu pour son ouvrage majeur Imagined Communities. Reflections on the Origin and Spread of Nationalism, paru en 1983 (traduction française 1996, L'imaginaire national : réflexions sur l'origine et l'essor du nationalisme, Paris, La Découverte). Placé dans une approche constructiviste, il se demande pourquoi une si large proportion de gens dans le monde croient qu’ils font partie d’une nation « propre » et pourquoi ils y demeurent fidèles.
Il focalise ainsi son approche sur la notion d'« imaginaire collectif », à partir duquel il en retire une définition de la nation : « une communauté politique imaginée ». Soit une communauté imaginée, réunissant des gens qui ne se connaissent pas et qui ne se croiseront jamais mais qui éprouvent un fort sentiment d’appartenance à une communauté.
Cette construction identitaire est une force issue du passé. Elle émerge alors que trois autres conceptions culturelles perdent de leur influence :
- la religion (et la « langue sacrée » donnant accès à la seule vérité ontologique)
- les dynasties (qui permettent de gouverner par la grâce de Dieu)
- la conception culturelle du temps (par où « cosmologie » et « histoire » se confondent).

La fin de ces trois conceptions permet ainsi l'émergence d'une nouvelle conscience culturelle.
Cette nouvelle conscience culturelle trouve sa source dans le développement du capitalisme, l'émergence d'une nouvelle technologie de communication (l'imprimerie, on parle ainsi de « capitalisme d'imprimerie ») et le développement des langues vernaculaires.
Pour Anderson, le succès du nationalisme repose sur sa capacité à combiner universalisme et particularisme, tout en restant compatible avec d’autres idéologies politiques.
Selon Anderson le moteur principal de l'apparition des nationalismes européens depuis le XVIIe siècle a été la diffusion de livres en langues vernaculaires au moyen de ce qu'il appelle le « capitalisme d'imprimerie ».
L'auteur cerne également de manière précise les mécanismes qui ont favorisé le développement du sentiment national :
- La carte
- Le recensement
- Le musée.

Sa définition de la nation comme une « communauté imaginée » est devenue un lieu commun dans les ouvrages sur le nationalisme, et sa perspective a placé l’étude des représentations culturelles de la nation, notamment dans le roman, au centre de la réflexion sur le nationalisme. Depuis lors, le nationalisme est compris comme une forme particulière de construction sociale et une formation discursive, une narration, un cadre de référence qui aide les hommes à doter de sens et à structurer la réalité qui les entoure. Cette insistance sur la dimension narrative et cognitive du discours nationaliste implique que le nationalisme est plus qu’une doctrine politique : le discours nationaliste affecte l’ensemble de l’expérience sociale des individus, leur façon de comprendre le monde. L’identité nationale se fonde sur la vie quotidienne, les habitudes et les pratiques routinières, et cela ouvre la possibilité d’une compréhension plus dynamique de la culture et son rôle dans la construction des identités.

### Culture indonésienne
Une part importante des travaux d'Anderson est consacrée à l'histoire et à la culture indonésienne. Il contribue notamment à remettre en question la version officielle des massacres de 1965.

## Publications

### En anglais
- Some Aspects of Indonesian Politics under the Japanese Occupation: 1944-1945 (1961)
- Mythology and the Tolerance of the Javanese (1965)
- A Preliminary Analysis of the October 1, 1965, Coup in Indonesia (1966)
- Java in a Time of Revolution; Occupation and Resistance, 1944-1946 (1972)
- Religion and Social Ethos in Indonesia (1977)
- Interpreting Indonesian Politics: Thirteen Contributions to the Debate (1982)
- Imagined Communities: Reflections on the Origin and Spread of Nationalism (1983)
- In the Mirror: Literature and Politics in Siam in the American Era (1985)
- Language and Power: Exploring Political Cultures in Indonesia (1990)
- The Spectre of Comparisons: Nationalism, Southeast Asia, and the World (1998)
- Violence and the State in Suharto's Indonesia (2001)
- Western Nationalism and Eastern Nationalism: Is there a difference that matters? (2001)
- Debating World Literature (2004)
- Under Three Flags: Anarchism and the Anti-Colonial Imagination  (ISBN 1-84467-037-6) (verso 2005, 2e 2007)
- The Fate of Rural Hell: Asceticism and Desire in Buddhist Thailand (2012)
- A Life Beyond Boundaries: A Memoir (2016)

### Traductions en français
- L'imaginaire national : réflexions sur l’origine et l’essor du nationalisme [« Imagined Communities: Reflexions on the Origin and Spread of Nationalism »], La Découverte, 1996, 212 p. (ISBN 978-2-7071-2541-5); réédition poche 2006,  (ISBN 978-2707150073)
- Les Bannières de la révolte : Anarchisme, littérature et imaginaire anticolonial (trad. de l'anglais), Paris, La Découverte, 2009, 260 p. (ISBN 978-2-7071-5330-2)

## Distinctions
- Prix de la culture asiatique de Fukuoka en 2000